# Strumigenys hexamera
Strumigenys hexamera (лат.) — вид мелких муравьёв трибы Attini (подсемейство Myrmicinae). Длина желтоватого тела около 2 мм. Инвазивный хищный вид, охотящийся на мелкие виды почвенных членистоногих. Происходящий из стран восточной Азии, P. hexamera с помощью человеческой коммерции был завезён в Северную Америку. В Азии P. hexamera встречается от 21,9°N до 36,4°N: Япония (впервые найден в 1949 году; известно 25 мест обнаружения), Южная Корея (1982; 2) и Тайвань (1992; 6). В США найден в географическом диапазоне от 28,6°N до 34,3°N: Флорида (1987; 2), Луизиана (1987; 5), Миссисипи (2003; 32) и Алабама (2007; 1).
У этого вида обнаружена телитокия (партеногенез).
Вид был впервые описан в 1958 году под названием Epitritus hexamerus Brown, 1958, также включался в состав рода Pyramica.